# Laure de Clermont-Tonnerre
Laure de Clermont-Tonnerre (Parigi, 26 luglio 1983) è un'attrice e regista francese.

## Filmografia

### Attrice

#### Cinema
- Ma soeur chinoise, regia di Alain Mazars (1994)
- Il tempo ritrovato (Le temps retrouvé), regia di Raúl Ruiz (1999)
- Figlio di due madri (Comédie de l'innocence), regia di Raúl Ruiz (2000)
- Identical Transition, regia di Martin Sandberg - cortometraggio (2007)
- Jalouse, regia di Matthew Frost - cortometraggio (2007)
- Lo scafandro e la farfalla (Le scaphandre et le papillon), regia di Julian Schnabel (2007)
- Fallen Fighter, regia di Sophie Ann Rooney - cortometraggio (2007)
- La Maison Nucingen, regia di Raúl Ruiz (2008)
- Some Kinda Fuckery, regia di Nadia Szold - cortometraggio (2009)
- Ensemble, nous allons vivre une très, très grande histoire d'amour..., regia di Pascal Thomas (2010)
- Adèle e l'enigma del faraone (Les Aventures extraordinaires d'Adèle Blanc-Sec), regia di Luc Besson (2010)
- La balle au prisonnier, regia di Thierry de Clermont e Vladimir de Fontenay - cortometraggio (2011)
- Demain?, regia di Christine Laurent (2011)
- Benvenuti a Saint-Tropez (Des gens qui s'embrassent), regia di Danièle Thompson (2013)
- Giraffada (Girafada), regia di Rani Massalha (2013)
- La resistenza dell'aria (La résistance de l'air), regia di Fred Grivois (2015)

#### Televisione
- L'École du pouvoir - serie TV, episodio 1x02 (2009)
- Le Tourbillon de Jeanne - serie TV, episodio 1x03 (2013)
- Demain si j'y suis - serie TV, episodio 1x07 (2016) - anche regista

### Regista

#### Cinema
- Atlantic Avenue - cortometraggio (2013)
- Rabbit - cortometraggio (2014)
- The Mustang (2019)

- L'amante di Lady Chatterley (Lady Chatterley's Lover) (2022)

#### Televisione
- The Act - miniserie TV, 3 puntate (2019)
- Mrs. America - miniserie TV, 2 puntate (2020)
- American Crime Story - serie TV, episodi 3x04-3x05 (2021)

## Ascendenza
|                              |   |                                  | Genitori                                 |  |  | Nonni |  |  | Bisnonni                   |  |  | Trisnonni                   |  |
|                              |   |                                  |                                          |  |  |       |  |  | Louis de Clermont-Tonnerre |  |  | Amédée de Clermont-Tonnerre |  |
|                              |   |                                  |                                          |  |  |       |  |  | Louis de Clermont-Tonnerre |  |  | Amédée de Clermont-Tonnerre |  |
|                              |   | Nathalie de Biencourt            |                                          |  |  |       |  |  | Louis de Clermont-Tonnerre |  |  |                             |  |
| Thierry de Clermont-Tonnerre |   |                                  |                                          |  |  |       |  |  | Louis de Clermont-Tonnerre |  |  |                             |  |
|                              |   | Jeanne de Kergorlay              | Louis Jean Octave, conte di Kergorlay    |  |  |       |  |  |                            |  |  |                             |  |
|                              |   | Jeanne de Kergorlay              | Louis Jean Octave, conte di Kergorlay    |  |  |       |  |  |                            |  |  |                             |  |
|                              |   | Jeanne de Kergorlay              | Marie Brigitte de La Rochefoucauld       |  |  |       |  |  |                            |  |  |                             |  |
| Antoine de Clermont-Tonnerre |   | Jeanne de Kergorlay              |                                          |  |  |       |  |  |                            |  |  |                             |  |
|                              |   | Jacques de Rohan-Chabot          | Auguste de Rohan-Chabot, conte di Jarnac |  |  |       |  |  |                            |  |  |                             |  |
|                              |   | Jacques de Rohan-Chabot          | Auguste de Rohan-Chabot, conte di Jarnac |  |  |       |  |  |                            |  |  |                             |  |
|                              |   | Jacques de Rohan-Chabot          | Félicie Olry                             |  |  |       |  |  |                            |  |  |                             |  |
| Hélène de Rohan-Chabot       |   | Jacques de Rohan-Chabot          |                                          |  |  |       |  |  |                            |  |  |                             |  |
|                              |   | Nicole d'Alsace de Hénin-Liétard | Philippe d'Alsace de Hénin-Liétard       |  |  |       |  |  |                            |  |  |                             |  |
|                              |   | Nicole d'Alsace de Hénin-Liétard | Philippe d'Alsace de Hénin-Liétard       |  |  |       |  |  |                            |  |  |                             |  |
|                              |   | Nicole d'Alsace de Hénin-Liétard | Eleonora Helena Louisa van Brienen       |  |  |       |  |  |                            |  |  |                             |  |
| Laure de Clermont-Tonnerre   |   | Nicole d'Alsace de Hénin-Liétard |                                          |  |  |       |  |  |                            |  |  |                             |  |
|                              | … | …                                |                                          |  |  |       |  |  |                            |  |  |                             |  |
|                              | … | …                                |                                          |  |  |       |  |  |                            |  |  |                             |  |
|                              | … | …                                |                                          |  |  |       |  |  |                            |  |  |                             |  |
| …                            | … |                                  |                                          |  |  |       |  |  |                            |  |  |                             |  |
|                              |   | …                                | …                                        |  |  |       |  |  |                            |  |  |                             |  |
|                              |   | …                                | …                                        |  |  |       |  |  |                            |  |  |                             |  |
|                              |   | …                                | …                                        |  |  |       |  |  |                            |  |  |                             |  |
| Martine Chaussin             |   | …                                |                                          |  |  |       |  |  |                            |  |  |                             |  |
|                              |   | …                                | …                                        |  |  |       |  |  |                            |  |  |                             |  |
|                              |   | …                                | …                                        |  |  |       |  |  |                            |  |  |                             |  |
|                              |   | …                                | …                                        |  |  |       |  |  |                            |  |  |                             |  |
| …                            |   | …                                |                                          |  |  |       |  |  |                            |  |  |                             |  |
|                              |   | …                                | …                                        |  |  |       |  |  |                            |  |  |                             |  |
|                              |   | …                                | …                                        |  |  |       |  |  |                            |  |  |                             |  |
|                              |   | …                                | …                                        |  |  |       |  |  |                            |  |  |                             |  |
|                              |   | …                                |                                          |  |  |       |  |  |                            |  |  |                             |  |